# 호딘카 참사

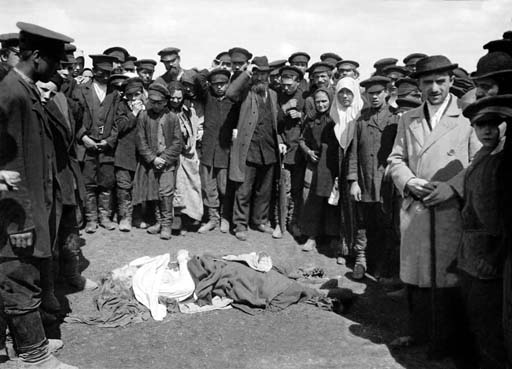

호딘카 참사(러시아어: Ходынская трагедия)는 1896년 5월 30일(구력 5월 18일) 러시아 제국 모스크바의 호딘카 들판에서 발생한 다중밀집사고다. 전러시아의 황제 니콜라이 2세의 대관식 이후 베풀어진 축제 자리에서 벌어진 참사로 1,282명이 사망했고, 부상자는 최소 1,200명에서 최대 20,000 명으로 추산된다.

## 같이 보기
- 이태원 참사